# 列支敦士登國家圖書館
列支敦士登國家圖書館（德語：Liechtensteinische Landesbibliothek，發音：[ˌlɪçtn̩ʃtaɪnɪʃə ˈlandəsbiblioˌteːk]）是列支敦士登的國家圖書館，也是該國的法定送存圖書館，建立於1961年，位於首都瓦都茲，由列支敦斯登國家圖書館基金會管理及監督。該圖書館約有25萬館藏，同時是歐洲圖書館的成員。

## 歷史
列支敦斯登國家圖書館根據1961年通過的法律在瓦都茲成立，並同時被定為列支敦斯登的法定送存圖書館，且作為公共圖書館廣泛收集所有列支敦斯登的出版物及書籍，為列支敦斯登提供一個閱讀及查詢相關文獻或書籍的公共場所。根據1961年11月14日通過的法律，設立圖書館基金會（LBFL）管理圖書館，基金會的董事成員由列支敦斯登政府任命及監督。圖書館雖受基金會管理並建立密切的聯繫，但兩機構已於2001年完全獨立拆分互不附屬。
自1968年以來，圖書館以臨時承租的方式設置於瓦都茲的格伯路（Gerberweg）5號，後隨著參觀人數的增加逐漸無法容納龐大的人數；大量館藏長期外包給民間廠商保管，無法保障出版物的存儲安全。列支敦斯登政府因此有意另尋地點，以滿足國家圖書館的需求，列支敦斯登議會也於2016年通過同意國家圖書館搬遷並擴建建築。2019年5月，議會通過預算案2200萬瑞士法郎將國家圖書館遷至原瓦杜兹郵局的行政大樓並全面翻新及擴建。

## 館藏
列支敦士登國家圖書館擁有約250,000的館藏，包含各類媒體、書籍、雜誌、報紙、VHS和DVD等，其中還包括遊戲機、黑膠唱片等特殊館藏。目前圖書館也將大量館藏數位化，可在線上查詢相關資源。

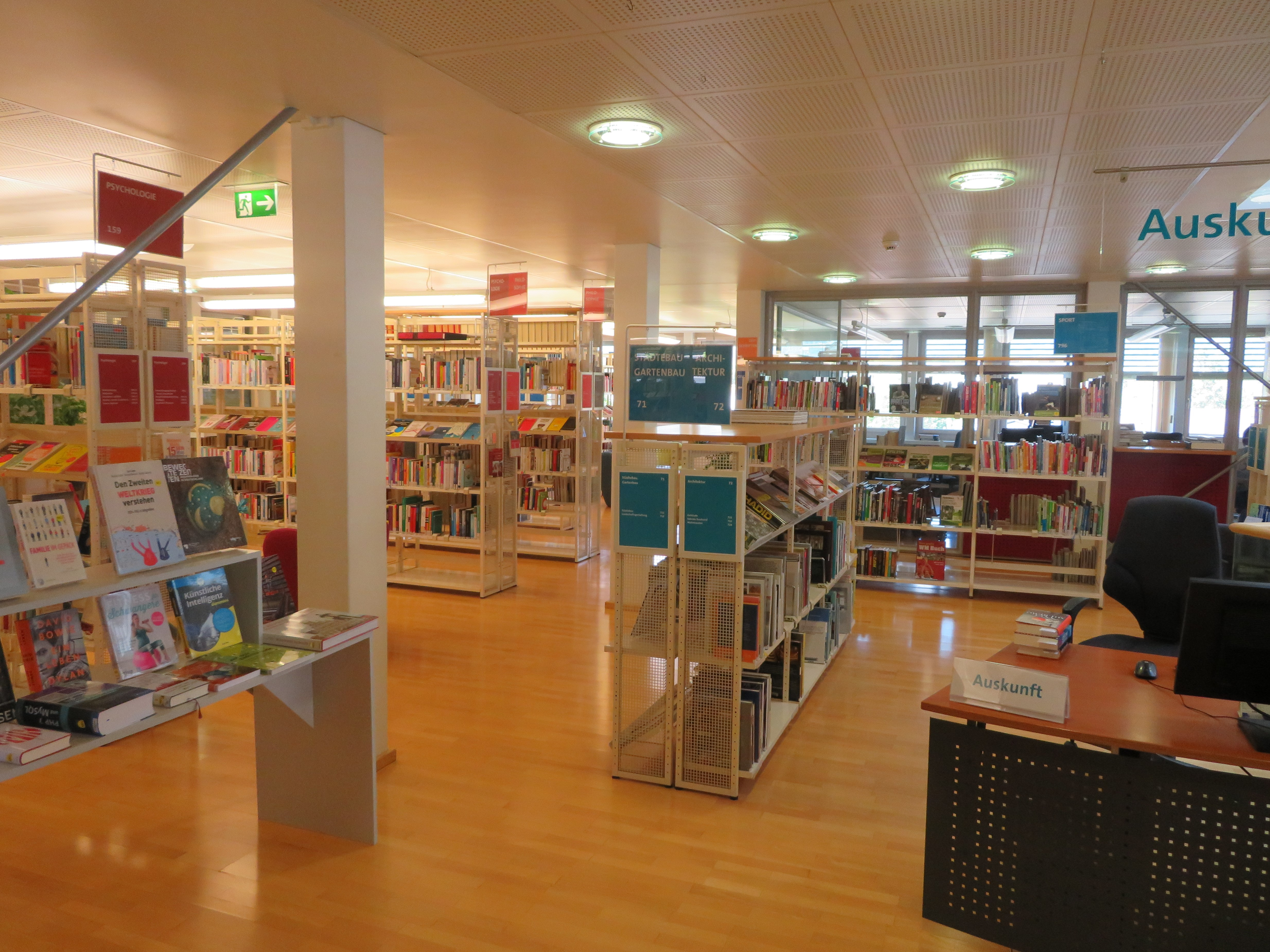
國家圖書館館內

圖書館透過「e列支敦斯登」（eLiechtensteinesia）計畫，提供《列支敦士登侯國歷史學會年鑑》（Jahrbuch des Historischen Vereins für das Fürstentum Liechtenstein）、舊報紙和其他館藏的線上閱覽服務。

## 外部連結
- 列支敦斯登國家圖書館（页面存档备份，存于） （德文）（英文）